# Kaltan
Kaltan (russisch Калтан) ist eine Stadt in der Oblast Kemerowo (Russland) mit 20.700 Einwohnern (Stand 2025).

## Geographie
Die Stadt liegt im südlichen Teil des Kusbass, 40 km südöstlich von Nowokusnezk am Fluss Kondoma, einem linken Nebenfluss des Tom. Das Klima ist kontinental.
Die Stadt Kaltan ist der Oblast administrativ direkt unterstellt.
Kaltan liegt an der auf diesem Abschnitt 1936 eröffneten Eisenbahnstrecke sowie der Straße Nowokusnezk – Taschtagol.

## Geschichte
Kaltan entstand 1946 aus einer schorischen Siedlung im Zusammenhang mit dem Bau des Süd-Kusbass-Wärmekraftwerkes. 1950 erhielt der Ort den Status Siedlung städtischen Typs. 1959 wurden die Stadtrechte verliehen. Bevor die Stadt 1993 unter direkte Verwaltung der Oblast gestellt wurde, war sie jedoch der Administration der Stadt Ossinniki unterstellt.

### Bevölkerungsentwicklung
| Jahr | Einwohner |
| ---- | --------- |
| 1959 | 26.627    |
| 1970 | 27.951    |
| 1979 | 24.955    |
| 1989 | 25.369    |
| 2002 | 25.951    |
| 2010 | 21.892    |

Anmerkung: Volkszählungsdaten

## Wirtschaft
Neben der Steinkohlenförderung für das hier befindliche Süd-Kusbass-Wärmekraftwerk (Южно-Кузбасская ГРЭС / Juschno-Kusbasskaja GRES) gibt es Betriebe des Maschinenbaus sowie der Holz- und Baumaterialienwirtschaft.

## Söhne und Töchter der Stadt
- Raissa Smechnowa (* 1950), russische Mittel- und Langstreckenläuferin
- Alexander Golowin (* 1996), russischer Fußballspieler